# Remparts de Cernay
Les remparts de Cernay sont un monument historique situé à Cernay, dans le département français du Haut-Rhin.

## Localisation
Cette construction est située à Cernay.

## Historique
L'édifice fait l'objet d'un classement au titre des monuments historiques depuis 1920.